# Eupithecia commenticia
Eupithecia commenticia là một loài bướm đêm trong họ Geometridae.